# Kyllikki Pohjala
Kyllikki Pohjala, née le 11 novembre 1894 à Nakkila (grand-duché de Finlande, Empire russe) et morte le 22 septembre 1979 à Helsinki (Finlande), est une femme politique finlandaise membre du Parti de la coalition nationale. Elle est députée entre 1933 et 1962, vice-ministre des Affaires sociales entre 1962 et 1963 puis ministre des Affaires sociales en 1963.

## Biographie

### Origines et études
Kyllikki Pohjala est la fille de Topias Pohjala, pêcheur, et de Josefina Brander. Elle est diplômée de l'école secondaire de Pori en 1914 et devient journaliste pour une publication régionale. Elle fréquente ensuite une école d'infirmières dirigée par Sophie Mannerheim (en) à Helsinki, où elle obtient son diplôme en 1917. Elle travaille comme infirmière pendant la guerre civile finlandaise en 1918 et la guerre d'indépendance estonienne en 1918-1919,. Elle reçoit six décorations de Finlande, d'Estonie et de Lettonie pour son héroïsme. Par la suite, elle est infirmière à Harjavalta entre 1919 et 1920.
En 1920, Kyllikki Pohjala, qui ne parlait pas anglais à l'époque, s'installe aux États-Unis pour poursuivre ses études d'infirmière. Elle travaille au NYU Lutheran Medical Center et au Centre médical de l'université Columbia pendant cinq ans, apprenant l'anglais et gagnant de l'argent pour financer sa scolarité,. Elle étudie l'enseignement des soins infirmiers à l'université Columbia, où elle obtient un Bachelor of Science en 1927,. Après avoir décroché son diplôme, elle retourne en Finlande et devient rédactrice en chef du magazine spécialisé sur les soins infirmiers Sairaanhoitaja, poste qu'elle occupe jusqu'en 1963. Elle est également présidente de l'Association finlandaise des infirmières entre 1935 et 1963,.

### Carrière politique

#### Députée (1933-1962)
Alors qu'elle était infirmière, ses collègues l'encouragent à se présenter aux élections législatives de 1933 (en). Elle se porte candidate et remporte le scrutin pour représenter la circonscription de Turku-Nord (renommée depuis Satakunta). Elle prend ses fonctions le 1er septembre 1933. Non encartée pendant la campagne électorale, elle rejoint par la suite le Parti de la coalition nationale (centre droit). Elle est députée pendant près de 30 ans, siégeant sans interruption jusqu'au 19 février 1962.
Au Parlement, Kyllikki Pohjala s'investit particulièrement sur les questions liées à la santé et au bien-être, nourrie par son expérience professionnelle d'infirmière,. Son premier projet de loi, qui prévoit le financement de la rénovation d'un hôpital public à Pori, est adopté. Elle plaide pour l'agrandissement des hôpitaux, notamment la construction d'un service de pédiatrie à l'hôpital général d'Helsinki. Elle travaille également pour améliorer le statut social des infirmières et développer les soins de santé municipaux, collaborant fréquemment à des textes législatifs bipartisans avec des représentants de partis de gauche, dont les sociales-démocrates Miina Sillanpää et Hilja Pärssinen. A posteriori, elle a fait remarquer qu'en tant que parlementaire, elle ne recevait pas autant de respect de la part du Parti de la coalition nationale que les femmes parlementaires issues d'autres partis.
Kyllikki Pohjala est fermement opposée à la signature du traité de paix de Moscou à la fin de la guerre d'Hiver avec l'Union soviétique en 1940. Alors qu'elle se rend en Angleterre après la fin du conflit, les forces allemandes envahissent la Norvège et elle ne peut pas retourner en Finlande. Elle reçoit une invitation du président des États-Unis Herbert Hoover et traverse à nouveau l'Atlantique. Aux États-Unis, elle rencontre la communauté finno-américaine. Elle réussit finalement à regagner son pays. Pendant la guerre de Continuation, elle est membre de Suomen Huolto, une organisation qui apporte de l'aide aux civils.
Après la fin de la Seconde Guerre mondiale, Kyllikki Pohjala continue de s'impliquer dans la politique internationale. Elle rejoint la commission parlementaire des Affaires étrangères en 1945 et en est la vice-présidente de 1949 à 1957 puis de 1961 à 1962. Elle adhère aussi au groupe finlandais de l'Union interparlementaire, présidant son comité exécutif de 1959 à 1962. Elle est membre de la délégation finlandaise à l'Assemblée générale des Nations unies de 1957 à 1962.

#### Ministre (1962-1963)
Le 13 avril 1962, Kyllikki Pohjala est nommée vice-ministre des Affaires sociales par le Premier ministre Ahti Karjalainen. A posteriori, elle considère que cette nomination était une surprise car peu de femmes du Parti de la coalition nationale avaient jusque là été nommées ministres. Elle est promue ministre de plein exercice le 18 octobre 1963. À son poste, elle introduit la loi sur l'assurance maladie, qui prévoit une assurance médicale à tous les résidents de Finlande. À la fin de ses fonctions, le 18 décembre 1963, en raison de la démission de ministres sympathisants de l'Organisation centrale des syndicats finlandais, elle se retire de la vie politique.

### Après la politique
Kyllikki Pohjala publie ses mémoires, Kuljin tietäni (« J'ai parcouru mon chemin »), en 1966. Elle meurt en 1979 à Helsinki, à l'âge de 84 ans.